# Hyperparachma
Hyperparachma is een geslacht van vlinders van de familie snuitmotten (Pyralidae), uit de onderfamilie Chrysauginae.

## Soorten
- H. aenalis Hampson, 1906
- H. bursarialis Walker, 1866
- H. congrualis Amsel
- H. majoralis Dognin, 1910
- H. rhodalis Hampson, 1906